# Mangkunegara (Penukal)
Mangkunegara is een bestuurslaag in het regentschap Muara Enim van de provincie Zuid-Sumatra, Indonesië. Mangkunegara telt 1572 inwoners (volkstelling 2010).